# Rolf Nordgren
Rolf Harry Nordgren (* 8. August 1946 in Gävle) ist ein ehemaliger schwedischer Skispringer.

## Werdegang
Nordgren, der für den Verein Bollnäs GIF startete, gab sein internationales Debüt bei der Vierschanzentournee 1970/71. Nachdem aber Rang 44 in Innsbruck sein bestes Einzelresultat war, kam er in der Gesamtwertung nicht über Rang 48 hinaus. Noch schlechter verlief die folgende Vierschanzentournee 1971/72 für ihn. So konnte er in keinem der vier Springen unter die besten 60 springen und landete so nur auf dem 60. Gesamtrang.
Bei den Schwedischen Meisterschaften 1972 gewann Nordgren seinen ersten nationalen Titel im Einzelspringen. Daraufhin reiste er als Mitglied der Schwedischen Nationalmannschaft zu den Olympischen Winterspielen 1972 in Sapporo. Von der Normalschanze zeigte Nordgren eine gute Leistung und belegte gemeinsam mit Zbyněk Hubač und Frithjof Prydz den 11. Platz. Auch von der Großschanze überzeugte Nordgren mit Sprüngen auf 97,5 und 92,5 Metern und erreichte ebenfalls Rang 11.
Bei der Vierschanzentournee 1972/73 überzeugte er auch erstmals bei der Tournee mit guten Leistungen. Bereits beim Auftaktspringen in Oberstdorf auf der Schattenbergschanze sprang er als 14. auf einen guten Top-20-Platz. In Innsbruck und Bischofshofen fiel es ihm schwer seine Leistungen konstant zu halten. Am Ende erreichte Nordgren den 44. Platz der Gesamtwertung. 1973 gewann er zum zweiten Mal in Folge den Schwedischen Meistertitel.
Seine beste Tournee absolvierte er mit der Vierschanzentournee 1973/74. Dabei gelang ihm in Garmisch-Partenkirchen mit dem 13. Platz sein bestes Tournee-Einzelergebnis. In der Gesamtwertung gelang ihm mit 790,3 Punkten der 36. Platz.
Seinen dritten nationalen Titel in Folge gewann Nordgren wenig später bei den Schwedischen Meisterschaften. Bei der Nordischen Skiweltmeisterschaft 1974 in Falun sprang er von der Großschanze auf 92,5 und 88 Meter und erreichte damit den 19. Platz. Von der Normalschanze landete er nach Sprüngen auf 80 und 83,5 Meter als bester Schwede den 13. Platz.
Nach einem Jahr Pause bei der Tournee bestritt er mit der Vierschanzentournee 1975/76 sein letztes internationales Turnier. In der Gesamtwertung kam er aber nicht über den 92. Platz hinaus.

## Erfolge

### Vierschanzentournee-Platzierungen
| Saison  | Platz | Punkte |
| ------- | ----- | ------ |
| 1970/71 | 48.   | 705,5  |
| 1971/72 | 60.   | 731,8  |
| 1972/73 | 44.   | 734,1  |
| 1973/74 | 36.   | 790,3  |
| 1975/76 | 92.   | 284,7  |